# Chevie Kehoe
Chevie O'Brien Kehoe (nascido em 29 de janeiro de 1973) é um supremacista branco americano e assassino condenado.Ele nasceu em Mars Hill, Carolina do Norte, Estados Unidos. Ele está cumprindo três sentenças de Prisão perpétua pelo seqüestro, tortura e assassinato de William Mueller e sua família, em janeiro, 1996.

## Inicio de vida e educação
Kehoe, o mais velho de oito filhos nascidos de Kirby e Gloria Kehoe, recebeu o nome da marca favorita de seu pai (Chevrolet). Seu pai serviu na Marinha durante a Guerra do Vietnã. Quando Kehoe era uma criança, seu pai mudou a família para Madison County, Carolina do Norte. 
Em 1985, Kirby mudou a família novamente, desta vez para perto de Deep Lake em Stevens County, Washington. Kehoe entrou no Colville Junior High School em 1987, onde ele era um estudante de honra. Coincidentemente, o futuro serial killer Israel Keyes era um amigo da família. Em 1988, seus pais tiraram ele e seu irmão mais novo Cheyne da escola pública, e a partir de então eles foram educados em casa.

## Crimes
Em fevereiro de 1995, na cidade de Tilly, Arkansas, Kehoe e seu pai roubaram a casa de William Frederick Mueller,  um comerciante de armas que tinha uma grande coleção de armas, munições e dinheiro. Em junho de 1995, Kehoe e um cúmplice seqüestraram e roubaram Malcolm e Jill Friedman, um casal judeu, que era dono de uma loja na qual Kehoe já havia trabalhado. 
Em janeiro de 1996, Kehoe e outro cúmplice, Daniel Lewis Lee, retornaram à casa de Mueller. Kehoe e Lee assassinaram Mueller, sua esposa Nancy Ann Mueller (nee 'Branch) e sua enteada de 8 anos, Sarah Elizabeth Powell, e despejaram seus corpos em um pântano. Kehoe e sua família levaram a propriedade roubada para um motel em Spokane, Washington, por meio da comunidade de Identidade Cristã de Elohim City, Oklahoma.
Em fevereiro de 1997, Kehoe e seu irmão Cheyne estiveram envolvidos em um tiroteio com um carro da Patrulha Rodoviária e um vice-xerife em Wilmington, Ohio. O tiroteio foi gravado na câmera do carro e foi amplamente transmitido.O vídeo da câmera do painel do carro de patrulha foi exibido em 1997 no programa World's Scariest Police Shootouts da Fox.

## Sentença
Em 20 de fevereiro de 1998, Kehoe  se declarou culpado no tribunal estadual de Ohio por agressão, tentativa de assassinato e porte de arma relacionada ao tiroteio em Wilmington, Ohio, em 15 de fevereiro de 1997, com um policial da Patrulha Rodoviária do Estado de Ohio e um xerife do condado de Clinton durante uma parada de trânsito resultante da licença expirada em seu 1977 Chevrolet Suburban. 
Em 1999, Kehoe foi condenado no tribunal federal nos assassinatos de janeiro de 1996 do traficante de armas, William Mueller, sua esposa Nancy Mueller e sua filha de 8 anos, Sarah Powell. Ele recebeu três sentenças de prisão perpétua sem possibilidade de liberdade condicional. A mãe de Kehoe, Gloria e seu irmão mais novo, Cheyne, foram testemunhas da acusação e testemunharam contra ele no julgamento. No entanto, ambos mantiveram o segredo até que ele foi pego. Daniel Lewis Lee também foi condenado por seu papel nos assassinatos Mueller e foi condenado à morte. 
Kehoe está atualmente preso no Florence ADMAX USP, Colorado, sob o número de registro do Federal Bureau of Prisons: # 21300-009.